# Россетто, Матеус
Матеус Россетто (порт. Matheus Rossetto); род. 3 июня 1996, Санту-Амару-да-Императрис, Санта-Катарина) — бразильский футболист, атакующий полузащитник клуба «Форталеза».

## Клубная карьера
Россетто — воспитанник клуба «Атлетико Паранаэнсе». 2 мая 2015 года в матче Лиги Паранаэнсе против «Насьонала» Парана он дебютировал за основной состав. В начале 2016 года для получения игровой практики Россетто на правах аренды выступал за «Ферровиария». По окончании аренды Матеус вернулся в «Атлетико Паранаэнсе». 30 июля 2016 года в матче против «Спорт Ресифи» он дебютировал в бразильской Серии A. 6 октября в поединке против «Шапекоэнсе» Матеус забил свой первый гол за «Атлетико Паранаэнсе». В составе клуба он помог завоевать Кубок Бразилии, Южноамериканский кубок и стал победителем Лиги Паранаэнсе.
3 февраля 2020 года Россетто перешёл в американский клуб «Атланта Юнайтед». 7 марта в матче против «Цинциннати» он дебютировал за «Атланту Юнайтед», выйдя на замену во втором тайме вместо Гонсало Мартинеса. В апреле 2021 года Россетто получил грин-карту и в MLS перестал считаться иностранным игроком. 4 марта 2023 года в матче против «Торонто» он забил свой первый гол в MLS. По окончании сезона 2023 срок контракта Россетто с «Атлантой Юнайтед» истёк.

## Достижения
Клубные
 «Атлетико Паранаэнсе»
- Обладатель Южноамериканского кубка — 2018
- Обладатель Кубка Бразилии — 2019
- Победитель Лиги Паранаэнсе — 2019